# ImageCMS
ImageCMS — платна система управління сайтами (Professional — $299, Premium — $499). Використовується для створення типових проектів корпоративних сайтів та багатофункціональних інтернет-магазинів. Написана на PHP, з використанням фреймворку CodeIgniter з інтегруванням бази даних MySQL. Для створення інтернет-магазинів система представлена у двох версіях: ImageCMS Shop Pro та ImageCMS Shop Premium. Платформа задовільняє потреби ритейлерів з великою кількістю товарів (від 100 одиниць).

## Історія
- Перша версія 1.0.5 (2009-12-11) створена ТОВ «Сайт Імідж».
- Починаючи з версії 2.1.0 (2010-12-09), в збірку ImageCMS включений модуль Інтернет-магазину ImageCMS Shop, який у безкоштовній версії має обмеження.
- Починаючи з версії 2.1.6 (2011-01-13) є підтримка PHP 5.3.
- Починаючи з версії 2.5.0 (2011-04-26) є підтримка CodeIgniter 2.0.
- В версії ImageCMS 3.2 було додано модулі «Рейтинг» та «Відгуки», а також нові способи оплати: QIWI, LiqPay, Яндекс.Деньги, PayPal. Додано фільтри за розширеними критеріями.
- Починаючи з версії ImageCMS 3.4 з'явилась можливість відслідковувати ціну товару, з'явились модулі «Підписатись на знижки», «Акції» та «Новини». Реалізована можливість додавання товару в різних валютах.
- В версії 4.0 було повністю оновлено інтерфейс адміністративної панелі управління, реалізована можливість CSV-імпорту товарів, повністю перероблено модуль «Галерея» та модуль «Коментарі».
- Версія ImageCMS 4.2 отримала розширену підтримку форматів імпорту/експорту даних, вдосконалення системи розподілу прав доступу, новий модуль «Редіректи», та повернення логіки навігації по сторінкам до деревоподібної структури.
- Починаючи з версії ImageCMS 4.5 система отримала можливість оновлення версій з адміністративної частини, можливості для самостійної локалізації адміністративної частини, функціонал для редагування окремих елементів з адмін-панелі (без втручання в код), та абсолютно новий стандартний шаблон для корпоративних сайтів та інтернет-магазинів.
- З версії ImageCMS 4.6 функціонал системи розширився двома новими модулями: Статистика та SEO-Експерт. Введена система захисту коду для ImageCMS Shop — ionCube.
- Оновлення версії платформи до ImageCMS 4.7 містило наступні зміни: оновлення CodeIgniter до версії 2.2.1; оновлення PropelORM до версії 2; підключено менеджер залежностей Composer; змінилась стилістика адміністраторської частини; оновлення текстового редактора TinyMCE 4.1.7; файловий менеджер змінено на Responsive; переписані системи оплат, додано PayPal та 2checkout.
- У версії ImageCMS 4.8 розробники презентували безкоштовний адаптивний шаблон, автоматичне налаштування Google Enhanced Ecommerce Analytics, змінено управління модулем банерів, оновлено текстовий редактор TinyMCE до 4.1.9; оновлено CodeIgniter до версії 2.2.2.
- В релізі ImageCMS 4.9 переписано фільтр товарів, створена генерація фізичних сторінок фільтру, створена можливість вивантажувати в Яндекс. Маркет дані про країну-виробника товару та гарантії на товар, вибір ролі для нових користувачів при реєстрації, налаштування редіректу з www прямо з адміністративної панелі, розроблено модуль для вставки додаткових скриптів прямо з адміністративної панелі, створена можливість масового друку чеків замовлень.
- З релізом ImageCMS 4.10 було запущено новий основний шаблон Unishop. Крім того, проведено ряд регулярних доопрацювань, серед яких: перехід на PHP 5.5, оновлено пошук по інтернет-магазину, перероблено завантеження додаткових зображень, оптимізована робота SEO-модуля, виправлено понад 75 помилок.
- У версії платформи ImageCMS 4.11 проведено наступні зміни: додана можливість серверногого кешування, можливість виключати категорії із показу в головному меню, додано функціонал «Архівний товар/Знято з виробництва», додано управління тегами галереї в модуль SEO-Експерт, переписано функціонал властивостей, створено сторінки усіх «Хітів», «Новинок» та «Акцій». Крім того, у новій версії з'явилась можливість автоматично підключати Яндекс. Метрику для електронної торгівлі з правильною передачею даних для збору аналітики; допрацьовано функціонал створення статичних сторінок; оновлено плагін редактора шаблона elFinder до версии 2.1.13; проведено SEO-аудит системи на предмет відповідності вимогам пошукових систем. У цій версії внесено ряд змін в шаблони Multishop та Unishop.
- З 2018 року ImageCMS більше не підтримується розробниками[джерело не вказане 1425 днів], які перейшли на платформу WordPress[прояснити].

## Цікаві факти
ImageCMS протестована в роботі складних корпоративних сайтів з високою відвідуваністю і великою кількістю вмісту, а також у роботі інтернет-магазинів з кількістю продуктів більше 50000[джерело?].
За даними рейтинг-огляду CMS Теглайн-2012, система ImageCMS увійшла в список вебстудій, що найчастіше використовуються в ru-неті.
Адміністративна частина зроблена за допомогою AJAX, що дозволяє працювати з деякими функціями без перезавантаження решти елементів, таким чином, значно прискорюється робота з адмінпанеллю.
Щомісячно сайт ImageCMS відвідує близько 200 000 людей.
Щоденно на сайті платформи реєструється 30 нових користувачів.
Щоденно для тесту завантажується понад 50 копій ImageCMS Shop.
Станом на 03.09.2016 ImageCMS Corporate завантажена 500 000 разів і щоденно завантажується понад 200 разів.
Щоденно менеджери ImageCMS консультують понад 100 осіб.